# Kéked
Kéked is een plaats (község) en gemeente in het Hongaarse comitaat Borsod-Abaúj-Zemplén. Kéked telt 242 inwoners (2001).